# 러시아의 카자흐인

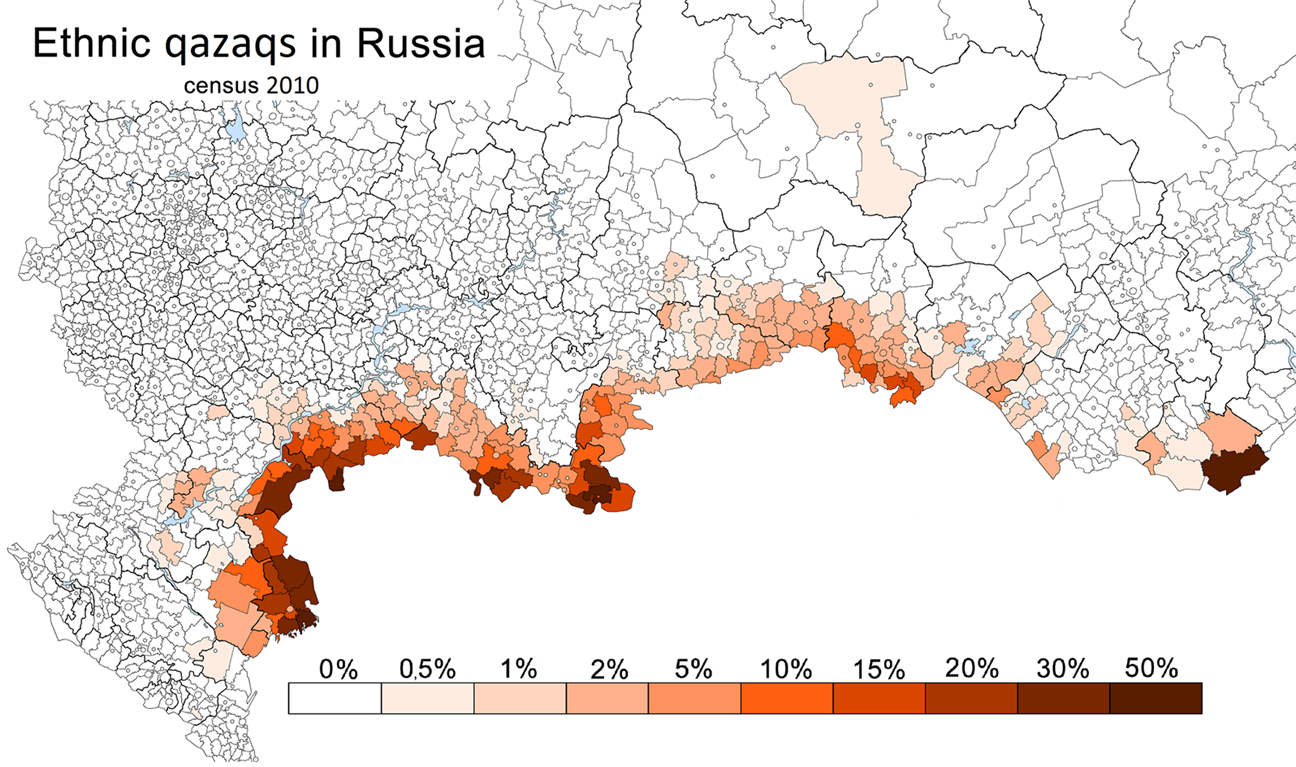
2010년 러시아 내 카자흐인의 분포

러시아에는 카자흐인 인구가 카자흐스탄과 국경을 접한 지역에 거주하고 있다. 2010년 러시아 인구 조사에 따르면 647,732명의 카자흐인이 주로 아스트라한주, 볼고그라드주, 사마라주, 오렌부르크주, 첼랴빈스크주, 쿠르간주, 튜멘주, 옴스크주, 노보시비르스크주 및 알타이 변경주 지역에 거주하는 것으로 기록되었다. 1920년대에는 상당수의 카자흐 가정이 지정된 카자흐 소비에트 사회주의 공화국 밖에 남아 있었고, 1991년 소련 해체 후 이들은 러시아 시민권을 얻었으며 많은 이들이 수도 모스크바와 상트페테르부르크와 같은 러시아 주요 도시로 이주했다.

## 저명한 러시아계 카자흐인
- 굴잔 몰다자노바 (카자흐어: Gulzhan Talapkyzy Moldazhanova)는 베이직 엘리먼트의 CEO를 지낸 사업가로, 2000년대 중후반 가장 영향력 있는 여성 중 한 명으로 선정되었다. 2018년 그녀는 다른 사람들과 함께 미국의 제재를 받던 러시아 회사 루살에서 사임했다.
- 엘리자베트 투르신바예바 (카자흐어: Elizabet Tursynbayeva)는 카자흐 피겨 스케이트 선수이다. 그녀는 2019년 세계 선수권 은메달리스트, 2019년 4대륙 선수권 은메달리스트, 2019년 동계 유니버시아드 은메달리스트이다. 투르신바예바는 시니어 대회에서 쿼드러플 점프를 성공시킨 최초의 여자 스케이터이다.
- 다미르 이스마굴로프 (카자흐어: Damir Amankeldyuly Ismagulov)는 카자흐 혈통의 러시아 종합격투기 선수로, 현재 UFC 라이트급에서 활동하고 있다. 그는 전 M-1 글로벌 라이트급 챔피언이다.
- 탈가트 무사바예프 (Talǵat Amankeldiuly Musabaev)는 세 번의 우주 비행을 한 카자흐 시험 비행사이자 전 우주 비행사이다.
- 티무르 베크맘베토프 (카자흐어: Temir Nurbakytuly Bekmambetov)는 영화, 뮤직 비디오, 광고 작업을 한 러시아-카자흐 감독, 프로듀서, 시나리오 작가이다. 그는 영화 《나이트 워치》(2004)와 그 속편인 《데이 워치》(2006), 그리고 미국 영화 《원티드》(2008)와 《링컨: 뱀파이어 헌터》(2012)로 가장 잘 알려져 있다.
- 알티나이 아실무라토바 (카자흐어: Altynaı Abdýahımqyzy Asylmuratova)는 아스타나 오페라 발레단의 예술 감독이자 키로프 발레단/마린스키 극장의 전 프리마 발레리나이자 전 세계의 객원 예술가이다.
- 에리크 쿠르만갈리예프 (카자흐어: Erik Salimuly Kurmangaliev)는 러시아-카자흐 오페라 가수, 배우이자 러시아 페레스트로이카 음악계의 주요 공인이다.
- 엘도르 우라즈바예프 (Eldar Muhameduly Urazbayev) - 러시아 영화 감독, 시나리오 작가 및 프로듀서 (1998년 러시아 연방 공로 문화 예술인).
- 아스카르 주마갈리예프 (카자흐어: Asqar Qýanyshuly Jumaǵalıev)는 카자흐 정치인이다. 그는 2017년 8월 29일부터 2019년 2월 25일 정부가 해임될 때까지 카자흐스탄 공화국 부총리였다. 주마갈리예프는 카자흐스탄 투자개발부 차관이었다.
- 아만 툴레예프 (카자흐어: Amangeldi Moldaǵazıulı Tóleyev)는 러시아의 정치인이다. 그는 1997년부터 2018년까지 케메로보주 주지사를 지냈으며 2018년 4월부터 케메로보주 인민대회의 의장이 되었다.
- 블라디미르 바실리예프 (카자흐어: Alik Abdualiuly Asanbayev)는 러시아의 정치인이다. 다게스탄 공화국 수장.
- 바티르한 슈케노프 (카자흐어: Batyrhan Qamaluly Shúkenov)는 소련 카자흐스탄 및 러시아의 가수, 음악가, 작곡가, 시인이다.
- 바리 알리바소프 (카자흐어: Bari Karimuly Alibasov)는 모스크바 기반의 음악 프로듀서로, 1989년 성공적인 러시아 보이 밴드 나-나를 만든 것으로 가장 잘 알려져 있다. 이전에는 1965년부터 1989년까지 재즈 밴드 인테그랄을 관리했다. 러시아 공로 예술가 (1999).
- 알비나 자나바예바 (카자흐어: Albina Boriskyzy Dzhanabaeva)는 러시아의 가수, 배우, TV 진행자이다. 2004년부터 2013년까지 우크라이나 걸그룹 비아 그라의 멤버로 가장 잘 알려져 있다.
- 나탈리야 아린바사로바 (카자흐어: Наталья Өтеуліқызы Орынбасарова)는 소련의 배우이다.
- 카이 메토프 (러시아어: Кай Метов; 1964년 9월 19일, 소련 카자흐 소비에트 사회주의 공화국 카라간다)는 러시아의 싱어송라이터이자 작곡가이다. 러시아 공로 예술가 (2015).

## 같이 보기
- 러시아-카자흐스탄 관계
- 카자흐 디아스포라
- 러시아로의 이민
- 러시아계 카자흐스탄인